# The cinema of Carl Th. Dreyer
|  | Denne artikel er oprettet af botten PalnaBot ud fra en ekstern database. Den kan derfor have sproglige fejl eller mangler. Denne skabelon kan fjernes efter kontrol af indholdet. |

Carl Th. Dreyer er en film instrueret af Erik Frohn Nielsen.